# Dubbeldeksmaterieel

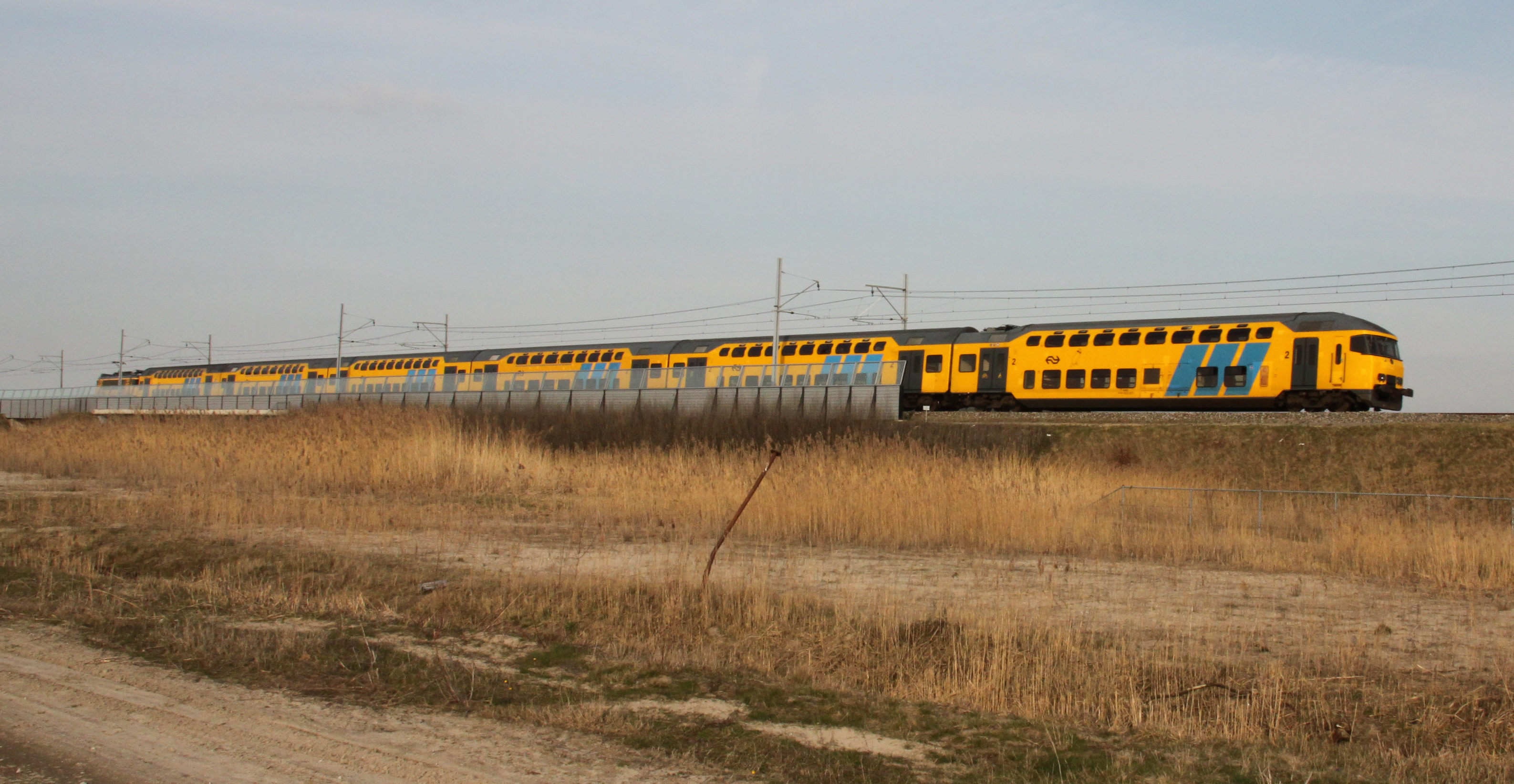
Een treinstam te Almere Poort

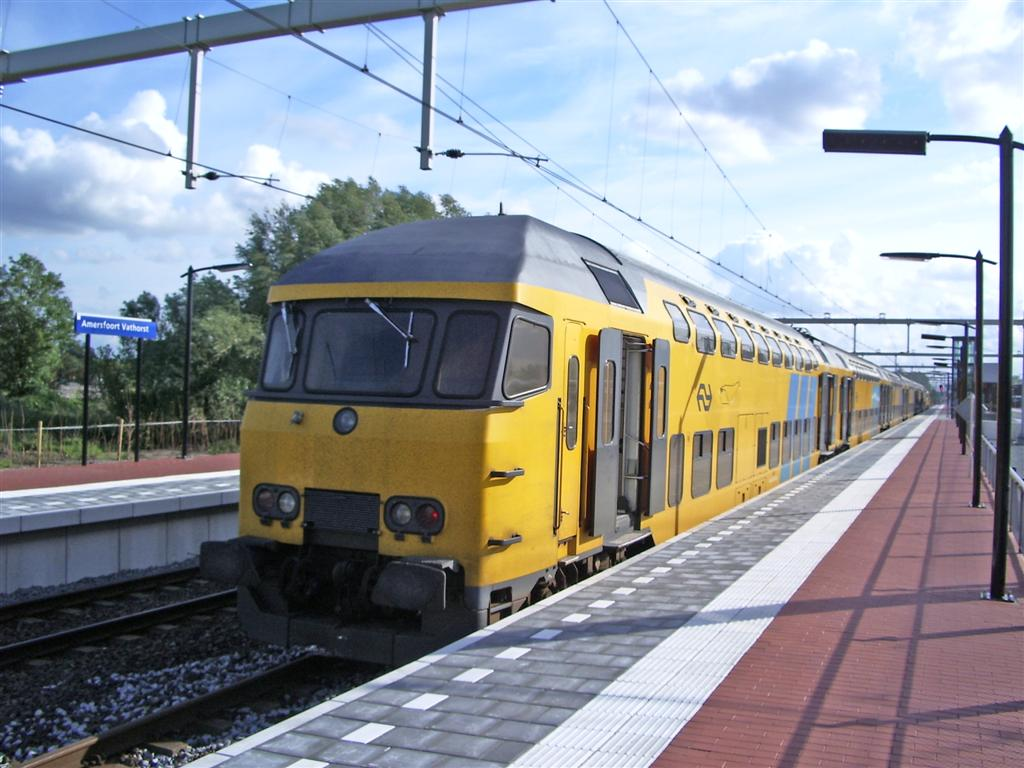
DDM-stuurstandrijtuig Walvis te Amersfoort Vathorst

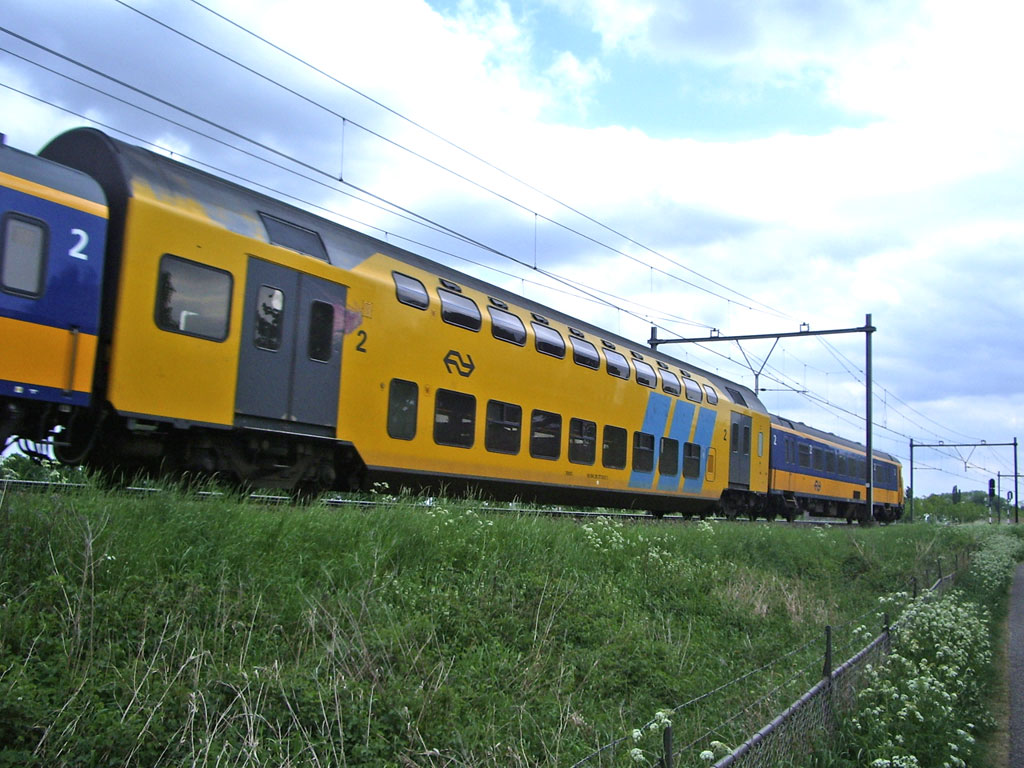
DDM Bv-rijtuig in de Intercity Haarlem – Heerlen/Maastricht

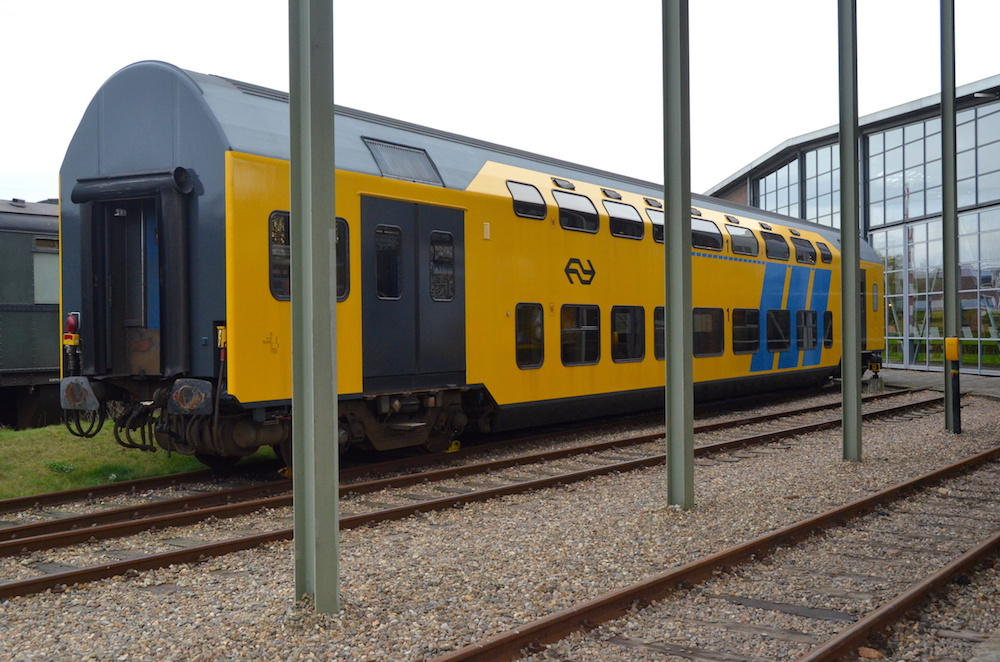
DDM ABv-rijtuig 6618 in het Spoorwegmuseum.

DDM (DubbelDeksMaterieel) was een dubbeldeks-serie van de Nederlandse Spoorwegen. Vanaf halverwege de jaren tachtig werden deze rijtuigen voornamelijk ingezet als treinstammen in drukke forensentreinen, getrokken door een locomotief uit de 1600-serie. Later werd een aantal DDM-rijtuigen ingezet als fiets- of versterkingsrijtuig in intercitytreinen. NedTrain heeft in 2016 nog rijtuigen vernieuwd die nog in goede conditie zijn. Deze moesten de materieelschaarste opvangen en worden gebruikt voor het overbruggen van de periode wanneer materieel niet beschikbaar is in verband met het inbouwen van het European Rail Traffic Management System (ERTMS). Inmiddels is het materieel, door invoering van de Sprinter Nieuwe Generatie, afgevoerd. Sterk gelijkend op deze dubbeldeksrijtuigen (en ervan afgeleid) is de latere serie dubbeldeksaggloregiomaterieel of DDAR.

## Aanleiding
Eind jaren zeventig ontstond bij de NS vraag naar treinen met een hogere capaciteit, vooral om voldoende ruimte te bieden in een aantal drukke forensentreinen in Noord-Holland. Door onder meer het groeikernenbeleid was het forensenverkeer daarnaartoe sterk gegroeid. In oktober 1980 werd als test een Franse dubbeldekstrein van het type VB2N dagelijks in een retourtrein Amersfoort – Amsterdam ingezet, eerst met 5, later 6 rijtuigen.
De directieraad besloot in 1981 tot aanschaffing van 66 rijtuigen en 9 stuurstandrijtuigen van het SNCF-ontwerp samen met 10 elocs serie 1600 waarmee acht eenheden zouden kunnen worden gevormd. Als het ministerie toestemming zou geven, zouden de stammen in 1983 kunnen worden ingezet. Met de SNCF zouden afspraken moeten worden gemaakt over overname na de komst van een eigen ontwerp.
De VB2N bleek niet te voldoen in Nederland. De rijtuigen bleken te krappe zittingen te hebben met 5 zitplaatsen op een rij en een breedte van de zitting van 46,2 centimeter. Daarnaast was de stahoogte boven en beneden respectievelijk 1,94 en 1,92 meter, hetgeen niet past bij de grote gemiddelde lengte van Nederlanders.
Mede om die redenen werd afgezien van het SNCF-ontwerp en besloten een nieuw ontwerp te maken, waarbij onder andere de stahoogte werd vergroot tot 2,01 meter. De zitplaatsen werden tot 52,5 centimeter breed. De in 1985 in dienst gestelde serie DDM-1 was de eerste serie dubbeldekstreinen van de NS.

## Technische gegevens[1]
| Type               | Bv            | ABv           | Bvk                               |
| ------------------ | ------------- | ------------- | --------------------------------- |
| Aantal             | 33            | 29            | 13                                |
| Nummering 50 84    | 26-37 401-441 | 36-37 601-635 | 26-37 101-115                     |
| Omschrijving       | 2e klas       | 1e/2e klas    | 2e/stuurstand                     |
| Zitplaatsen (1e)   |               | 64            |                                   |
| Zitplaatsen (2e)   | 166           | 86            | 126                               |
| Klapzitplaatsen    | 6             | 6             |                                   |
| Steek (cm)         | 103,1 (1e)    | 103,1 (1e)    | 103,1 (1e)                        |
| Steek (cm)         | 82,5 (2e)     | 82,5 (2e)     | 82,5 (2e)                         |
| Lengte (m)         | 26,4          | 26,4          | 26,4                              |
| Breedte (m)        | 2,78          | 2,78          | 2,78                              |
| Stahoogte (m)      | 2,01          | 2,01          | 2,01                              |
| Massa (t)          | 43,8          | 45            | 52,2                              |
| Deurbreedte (mm)   | 1900          | 1900          | Balkon: 1900, achter cabine: 1300 |
| Wieldoorsnede (mm) | 920           | 920           | 920                               |
| Radstand (mm)      | 2500          | 2500          | 2500                              |

Op alle stuurstandrijtuigen was de naam en afbeelding van een bedreigde diersoort aangebracht. Dit was een gezamenlijk initiatief van de NS en het Wereld Natuur Fonds. De afgebeelde dieren waren arend, bizon, cheeta, condor, dolfijn, neushoorn, olifant, ooievaar, otter, panda, tijger, walvis en zeehond. De DDM-1-stuurstandrijtuigen waren voorzien van een eenvoudige stroomafnemer; deze kon bij stilstand worden ingezet om de rijtuigstam te verwarmen zonder aangekoppelde locomotief. Dit paste bij het oorspronkelijke exploitatiemodel waarbij de locomotieven van de serie 1600 's nachts werden ingezet voor goederentreinen overdag voor reizigerstreinen.
De eersteklasbanken van DDM waren vrijwel gelijk aan die van de tweede klas in ICM, alleen voorzien van luxueuzere stoffen bekleding. Van negen ABv-rijtuigen werd de eerste klas gedeclasseerd naar tweede klas, waarbij de banken eenvoudiger bekleding kregen. In de loop van 2007 waren deze rijtuigen op vier na weer verbouwd tot ABv. Drie rijtuigen reden nog gedeclasseerd rond en een vierde stond terzijde met brandschade.

### Fietsenrijtuigen
In 1995 werden er vier dubbeldekkers voor een bijzondere inzet aangepast. Hiervoor werd het benedendek ingericht voor fietsen en op de bovenverdieping bleven de zitplaatsen gehandhaafd. De rijtuigen verder hernoemd naar Bv(f). De vier rijtuigen werden uit vier DDM-stammen gehaald die met ingang van de dienstregeling 1995/96 tussen Utrecht en Rhenen werden ingezet. Deze fietsenrijtuigen werden voornamelijk ingezet in de treinserie 800/900.
In de wintermaanden werden de rijtuigen geheel als zitrijtuigen ingezet, vandaar de benaming Bv(f). De eerste serie van vier bestond uit de 50 84 26-37 401 t/m 404.
In 1996 werden er nogmaals twee rijtuigen verbouwd waarna er in 1998 nog eens acht volgden. Er was nu een totaal van 14 stuks. Om het aantal Bv’s voor de stammendienst niet te veel te laten slinken, waren de rijtuigen die in 1996 verbouwd werden twee ABv’s, waar tegelijkertijd de eerste klas naar tweede klas werd verbouwd. Deze rijtuigen werden direct voorzien van statische omzetters. In 2002 werden de fietsenrijtuigen weer terugverbouwd naar normale reizigersrijtuigen.

## Interieur

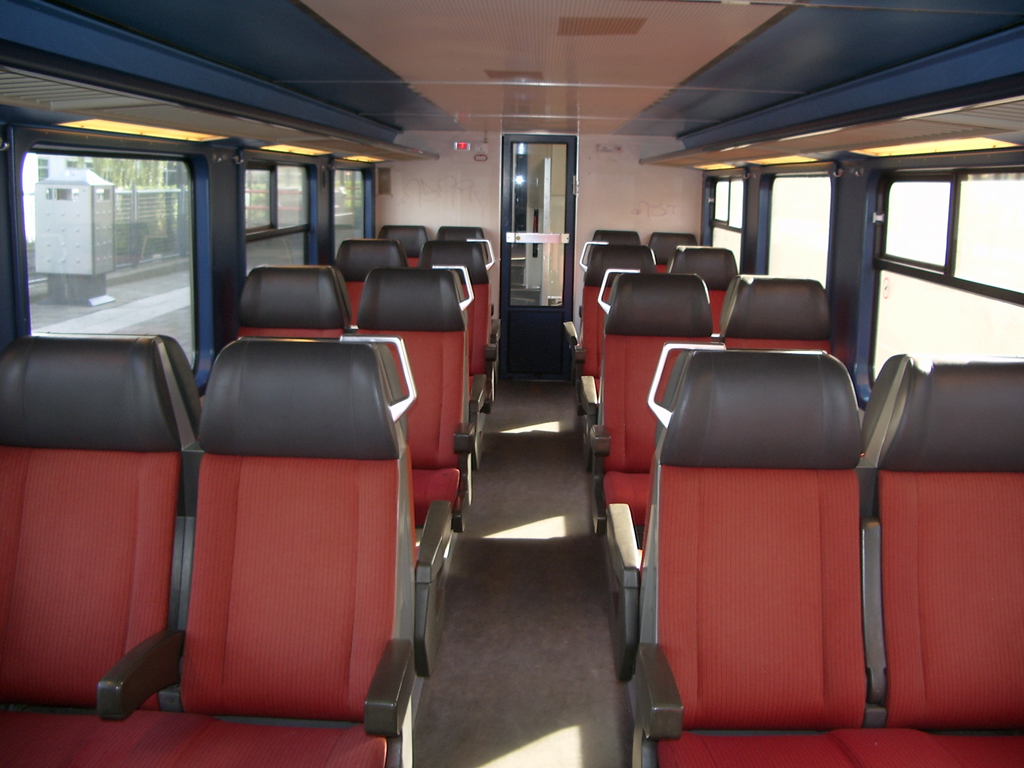
DDM-1 rijtuig, eerste klas, beneden
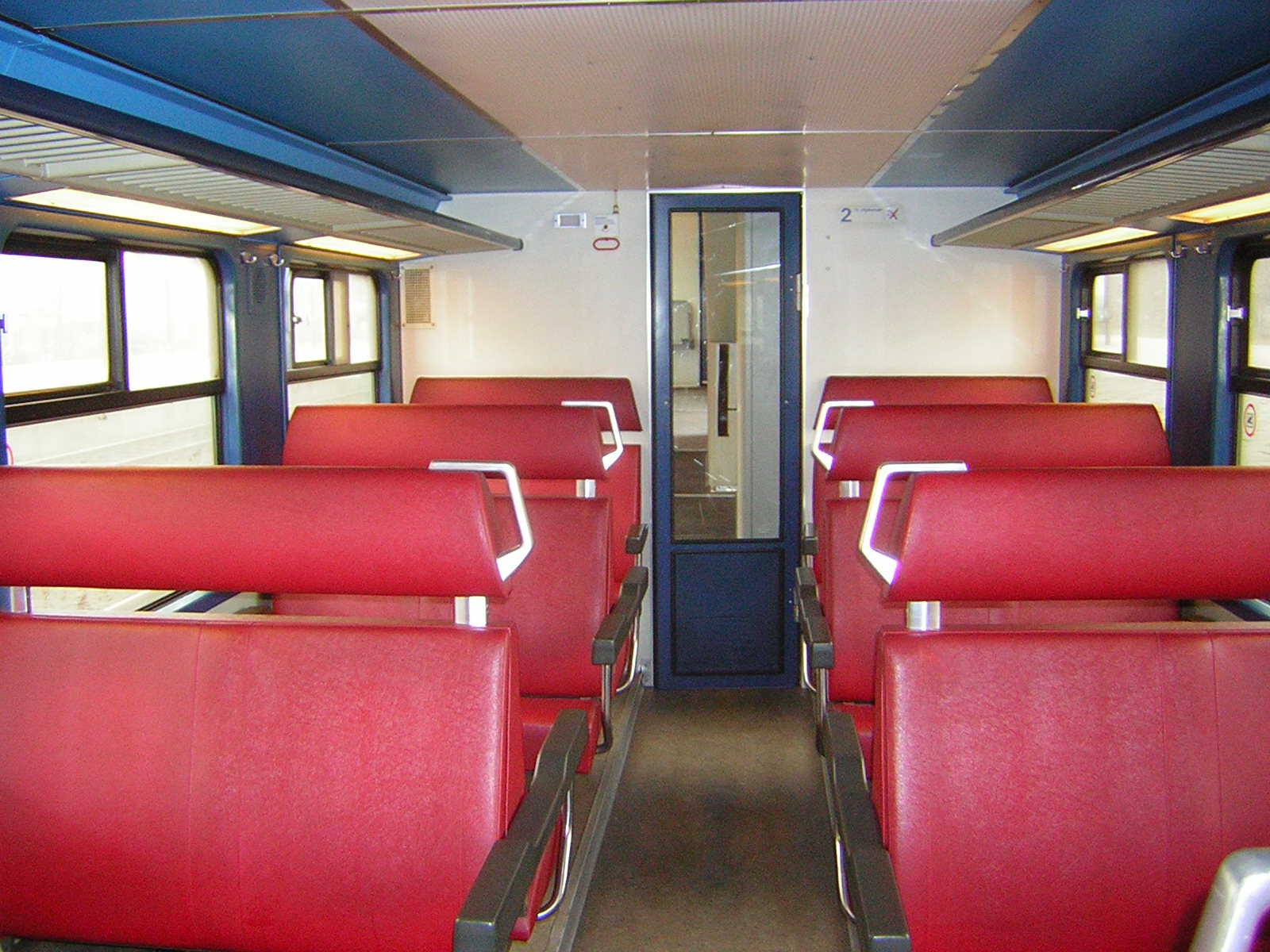
DDM-1 rijtuig, tweede klas, beneden
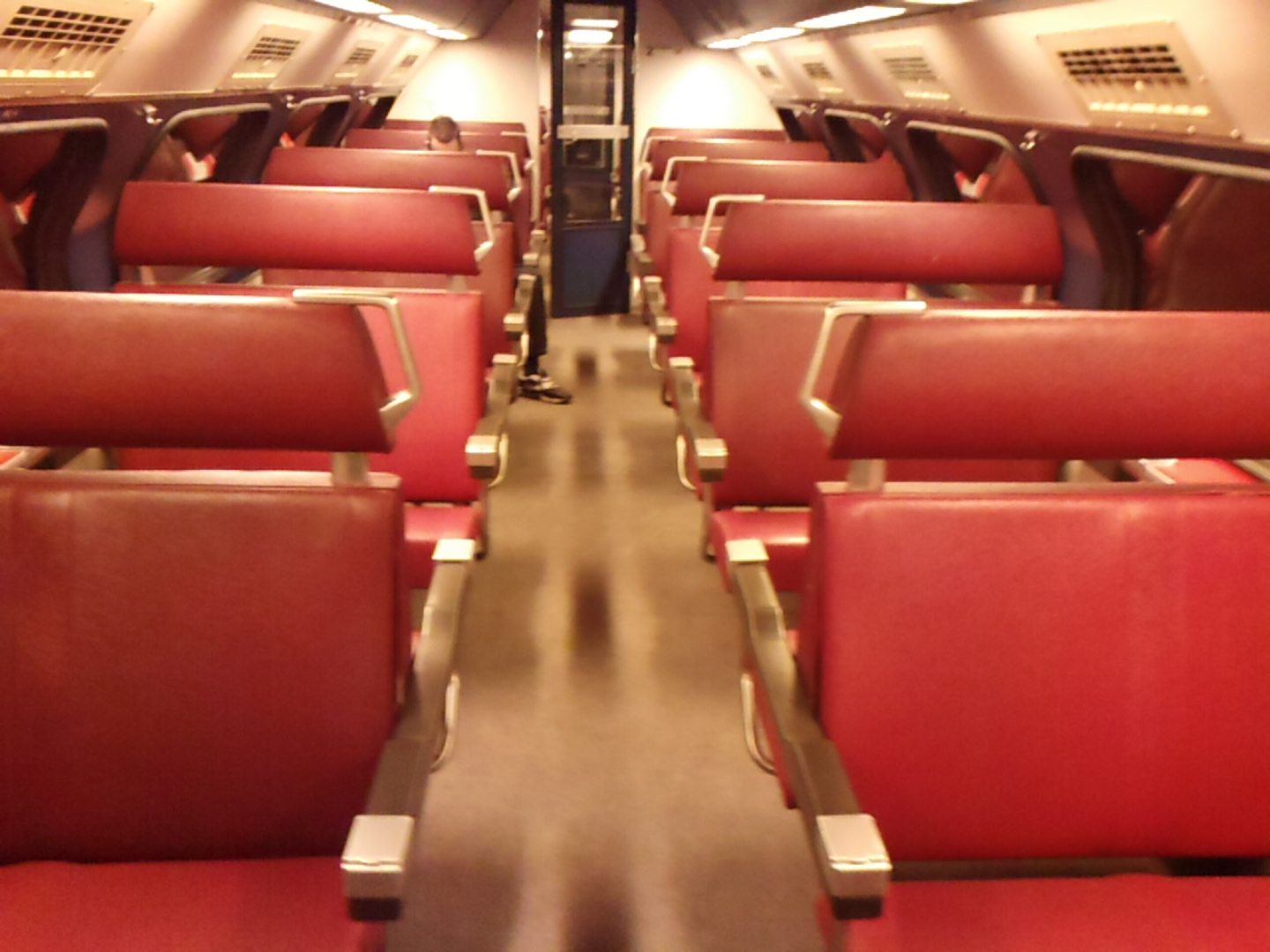
DDM-1 rijtuig, tweede klas, boven
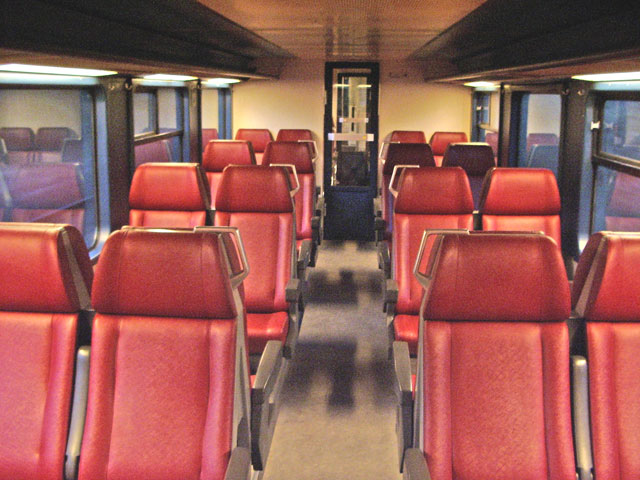
DDM-1 rijtuig, tweede klas, beneden (voormalige eerste klasafdeling)

## Inzet
DDM-1 is voornamelijk ingezet als trek-duwtrein in combinatie met een locomotief type 1600, later 1800. Hierbij bestonden de combinaties uit een loc met in eerste instantie zeven rijtuigen. Later werden ook vijf- en zesdelige combinaties ingezet. Naast de inzet in trek-duwtreinen zijn losse rijtuigen ook ingezet als extra rijtuig, fietsenrijtuig of stuurstandrijtuig in intercitytreinen.
Tot 10 december 2006 werd DDM-1 voornamelijk ingezet in de sneltrein Alkmaar – Amersfoort Vathorst, hier werd vanaf de dienstregeling 2007 SGMm ingezet. Verder werden enkele rijtuigen ingezet in de treinserie 800/900 (Intercity Haarlem – Maastricht / Heerlen). Deze treinen bestonden uit een combinatie van ICRm-rijtuigen met een of twee DDM-1-rijtuigen.
In dienstregelingsjaar 2010 werd DDM-1 tot 6 september in de volgende treinseries ingezet: 2200, 3700, 3900 en 14500
Er waren plannen om de DDM-1-rijtuigen te renoveren. Dit zou gebeuren na de renovatie van het ICM. Het tractiestuur voor in de cabine waarmee de machinist tractie geeft, zou dan verwijderd worden. De NS besloot echter het DDM-1-materieel niet meer te renoveren, waarna het in september 2010 terzijde werd gesteld. Twee rijtuigen DDM-1 zijn in december 2010 aan het Spoorwegmuseum verkocht.
Omdat er tijdens de eerste maand van de winter van 2011 veel nieuw treinmaterieel (met name de SLT) uitviel, is besloten om een aantal stammen DDM-1 vanaf 3 januari 2011 weer te gebruiken in de treinserie 14500.
Vanaf 10 januari 2011 werden ook een aantal stammen DDM-1 ingezet in de treinseries 2200 en 3700. Dit waren onder andere de stammen die werden getrokken door locomotieven 1839, 1843, 1849 en 1853. De inzet van het DDM-1-materieel is per 1 april 2011 wederom beëindigd. Alle rijtuigen werden terzijde gesteld en enkele rijtuigen zijn gesloopt.

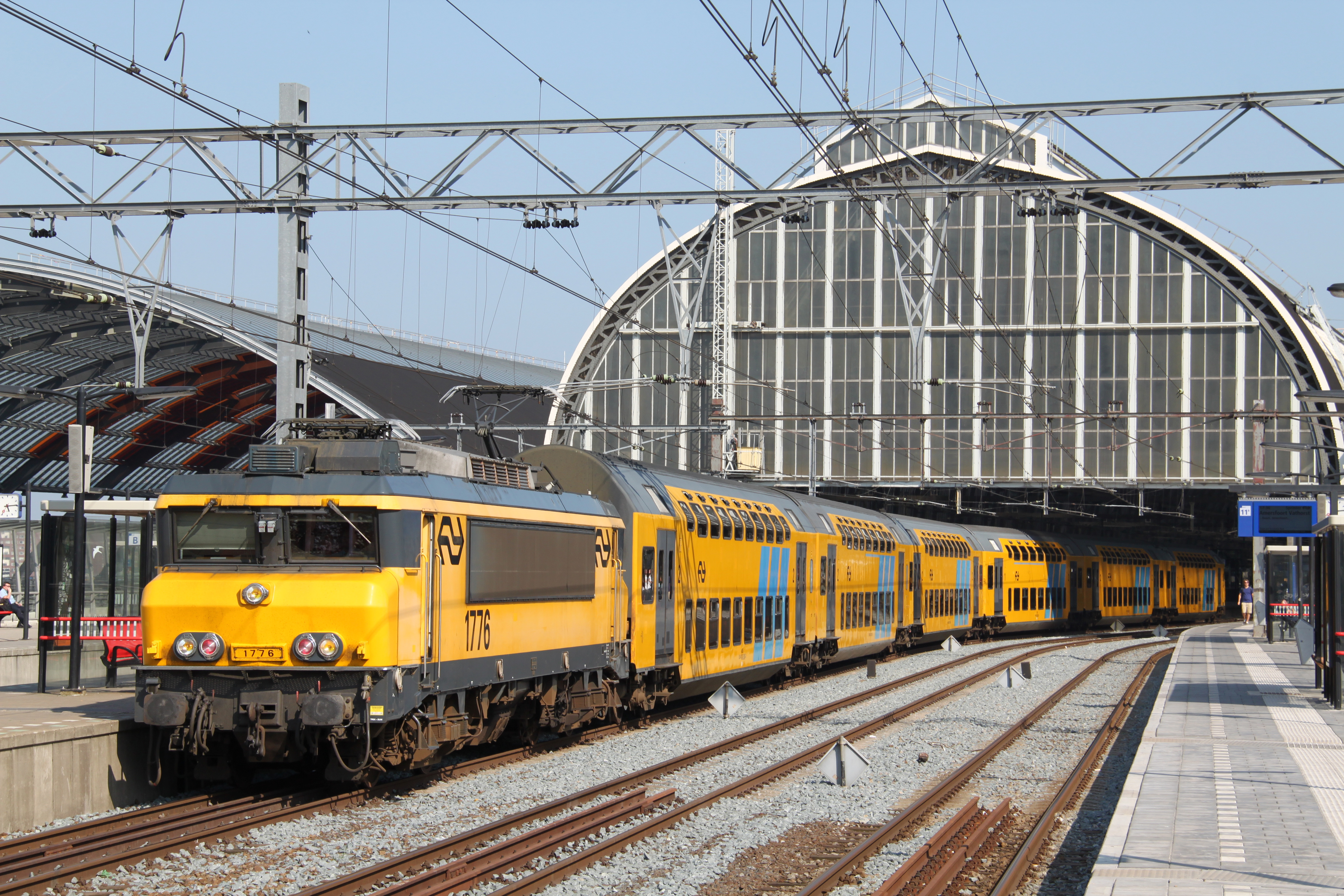
Een DDM-stam getrokken door een 1700-loc te Amsterdam in 2012

Vanaf 21 november 2011 is DDM-1 weer gereactiveerd als reservematerieel. Het werd, om de stammen in goede conditie te houden, standaard ingezet in de serie 14500 (Spits Intercity Enkhuizen – Amsterdam), in de treinen 14525, 14527, 14558 en 14560. Deze reden in combinatie met een locomotief serie 1700, omdat de serie 1800 inmiddels grotendeels buiten dienst was gesteld en er een locomotievenoverschot was in de serie 1700 vanwege het uitgeleende ICRm. Daarbij kwam dat er nog meer locs van de serie 1700 beschikbaar kwamen toen de DDAR-treinen in revisie gingen. Deze inzet bleef tot en met april 2012 van kracht.
In de loop van 2016 werden elf oude dubbeldekstreinen (DDM1) weer rijvaardig gemaakt om het materieeltekort op te vangen. Deze inzet kwam boven op de achttien dubbeldekkers van type DD-AR (DDM-2/3) die niet verbouwd zijn bij de verbouwing van DD-AR naar DDZ en sinds augustus 2014 voor 17 miljoen euro een kleine revisie hebben ondergaan om de ergste spitsdrukte op een aantal trajecten te verlichten. Het materieeltekort bereikte een hoogtepunt in september 2016 na afloop van de zomervakantie toen het mat '64 al buiten dienst gesteld was terwijl er pas per december 2016 nieuw FLIRT-sprintermaterieel in dienst kwam.

## Reactivering in 2016

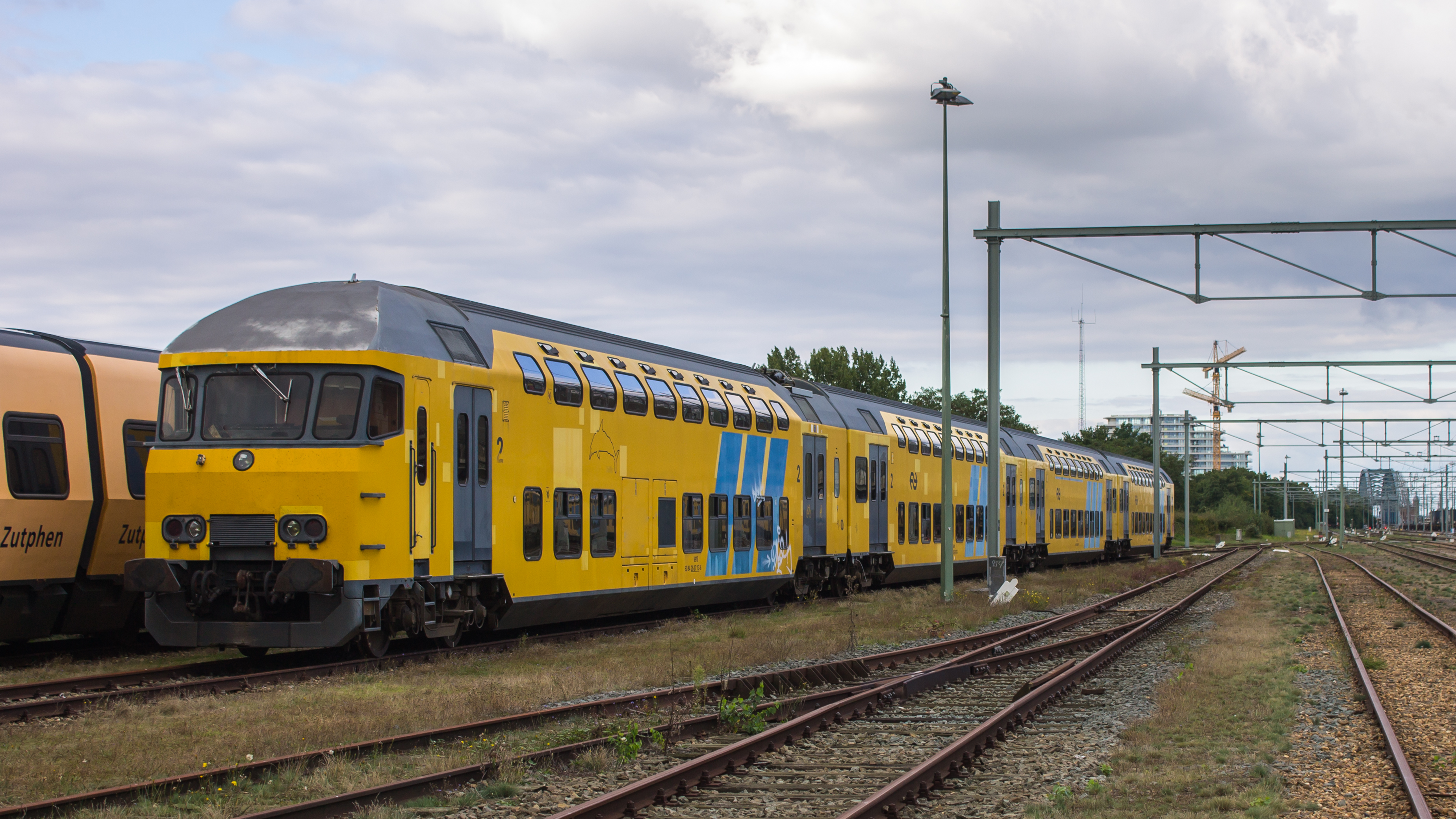
De DDM-stam met koprijtuig 50 84 26-37 113-6 Dolfijn in de nieuwe samenstelling te Nijmegen

In 2015 besloten de Nederlandse Spoorwegen 44 rijtuigen opnieuw in gebruik te nemen. Ruim een jaar later werden de eerste testritten gereden met stam 7201 en locomotief 1779, bestaande uit 4 rijtuigen. Daarna volgde meerdere treinstammen die alle samengesteld en gereviseerd werden bij de Lijnwerkplaats Amsterdam Zaanstraat. Omdat de rijtuigen lange tijd terzijde stonden zijn de draaistellen vervangen. Ook zijn alle treeplanken vernieuwd. Het interieur heeft een opfrisbeurt gekregen en werd voorzien van nieuwe vloeren en gedeeltelijk vernieuwde toiletten. In totaal leveren de elf gereviseerde treinstammen bijna 8.700 extra zit- en staplaatsen op.
Vanaf 27 juni 2016 reden de eerste stammen (alleen in de spitsuren) tussen Alkmaar en Haarlem en tussen Amsterdam Centraal en Enkhuizen.
Vanaf 5 september 2016 worden de treinstammen op grotere schaal ingezet ter versterking van de treindienst. Per september 2016 waren dit de treinseries:
| Serie | Treinsoort     | Route                                                | Bijzonderheden                                                       |
| ----- | -------------- | ---------------------------------------------------- | -------------------------------------------------------------------- |
| 3400  | Intercity (NS) | Haarlem – Beverwijk – Alkmaar                        | Rijdt alleen in de spits in de spitsrichting. Rijdt niet op vrijdag. |
| 14500 | Intercity      | Amsterdam Centraal – Hoorn – Hoogkarspel – Enkhuizen | Opgeheven per dienstregeling 2018.                                   |

### Laatste inzet tot 15 december 2019
| Serie | Treinsoort     | Route                                  | Bijzonderheden                                                       |
| ----- | -------------- | -------------------------------------- | -------------------------------------------------------------------- |
| 3400  | Intercity (NS) | Haarlem – Beverwijk – Alkmaar          | Rijdt alleen in de spits in de spitsrichting. Rijdt niet op vrijdag. |
| 4500  | Intercity (NS) | Amsterdam Centraal – Hoorn – Enkhuizen | Opgeheven per dienstregeling 2025.                                   |

Met ingang van de nieuwe dienstregeling 2020 op 15 december 2019 is DDM-1 definitief buiten dienst gesteld. Op 15 december 2019 werd er een afscheidsrit gereden, georganiseerd door de NVBS.

## Afvoer naar de sloop
In juni 2019 werd opdracht voor het slopen van 14 DDM-rijtuigen verleend aan Beelen Sloopwerken en aan European Metal Recycling. Tegelijk worden er ook 35 locs serie 1700 en vijf treinstellen Plan U gesloopt (15 rijtuigen). De rijtuigen werden in januari 2020 gesloopt.
In de periode februari-juli 2021 zijn de laatste DDM1-rijtuigen gesloopt. De rijtuigen werden per schip afgevoerd vanuit de TMA-terminal in Amsterdam naar de Koggehaven in Vlaardingen. De rijtuigen werden gesloopt op het terrein van Jansen Recycling.
Na het slopen van alle rijtuigen zijn alleen een ABv (1e/2e klas tussenrijtuig) en een Bvk (stuurstandrijtuig) bewaard gebleven, Deze rijtuigen zijn te vinden in het Het Spoorwegmuseum in Utrecht.